# 殷村镇
殷村镇，是中华人民共和国河北省石家庄市元氏县下辖的一个乡镇级行政单位。

## 行政区划
殷村镇下辖以下地区：
殷村、西郝村、位村、褚庄村、南吴会村、故城村、红旗村、小留村、北呈村、南呈村、赵村、陈郭庄村、院家村和牛家楼村。